# Anuradhapura
Anuradhapura (singalsko අනුරාධපුරය; tamilsko அனுராதபுரம்) je pomembno mesto na Šrilanki in njena najstarejša prestolnica. Bila je tudi prestolnica Anuradhapurskega kraljestva (os 377 pr. n. št. do 1017 n. št.). Danes je glavno mesto Severne osrednje pokrajine in glavno mesto okrožja Anuradhapura. Starodavna prestolnica Šrilanke, znana po dobro ohranjenih ruševinah stare civilizacije leži v bližini nove Anuradhapure. Bila je  tretja prestolnica Kraljestva Rajarata, ki je sledilo kraljestvom Tambapanni in  Upatissa Nuwara.
Mesto, ki je na seznamu Unescove svetovne dediščine, je bilo več stoletij središče teravadskega budizma. Leži 205 km severno od gospodarske prestolnice Kolombo, na obrežju zgodovinske reke Malvathu Oya. Je eno najstarejših stalno naseljenih mest na svetu in eno od osmih območij svetovne dediščine na Šrilanki.
Verjamejo, da je bilo od četrtega stoletja pr. n. št. do začetka 11. stoletja n. št. glavno mesto Singalcev. V tem obdobju je bilo eno najstabilnejših in dolgoživih središč politične moči in mestnega življenja v Južni Aziji. Staro mestno jedro, ki velja za svet budistični kraj, danes obdajajo samostani na površini več kot 40 km².

## Zgodovina

### Protozgodovina
Železna doba
Čeprav je bilo po zgodovinskih zapisih mesto ustanovljeno v 5. stoletju pred našim štetjem, arheološki podatki datirajo tudi v 10. stoletje pred našim štetjem . Zelo malo je dokazov o obdobju pred 5. stoletjem pr. n. št., čeprav so izkopavanja razkrila podatke o zgodnejših prebivalcih mesta.
Nadaljnja izkopavanja v Anuradhapuri so odkrila informacije o obstoju prazgodovinskih prebivališč ljudi v citadeli. Železna doba, ki je trajala od 900 do 600 pr. n. št., je zaznamovala pojav železne tehnologije, keramike, konja, domačega goveda in pridelavo riža. V časovnem obdobju od 700 do 600 pr. n. št. je naselje Anuradhapura zraslo na površini najmanj 50 hektarov. Mesto je bilo strateško nameščeno med glavna pristanišča severozahodno in severovzhodno. Obkroženo je bilo z namakanimi in rodovitnimi zemljišči. Mesto je bilo pokopano globoko v džungli, ki je zagotavljala naravno obrambo pred napadalci.
Latenska doba
Obdobje med 500 in 250 pr. n. št. se proučuje po kronikah. V tem času je kralj Pandukabhaya formalno načrtoval mesto z vhodnimi vrati, četrtmi za trgovce, itd. Mesto je bilo takrat na površini okoli 1 kvadratnega kilometra in je bilo eno od največjih na tem kontinentu v tistem času.

### Začetki
Postavitev Anuradhapure, kot je opisano v Mahavamsi:
Postavil je štiri predmestja, kot tudi zbiralnik Abhay, pokopališče, kraj za usmrtitve in kapelo Zahodnih kraljic, Vessavanovo figovo drevo (banjanovec) in Borassus (Palmira-palma) demona bolezni, tla, določena za Yonasa in hišo Velike žrtve; vse to je postavil blizu zahodnih vrat. Za številne askete je postavil puščavniška bivališča; na vzhodu istega pokopališča je vladar zgradil hišo za Niganta Jotiya. Na drugi strani Jotiieve hiše in na tej strani zbiralnika Gamani je prav tako zgradil samostan za potujoče uboge menihe in bivališče za Adživike in rezidenco za Bramane in na tem mestu zgradil zatočišče in dvorano za tiste, da si opomorejo zaradi bolezni. 
Verjamejo, da je kralj Pandukabhaya v 4. stoletju pred našim štetjem mesto določil za prestolnico in da je mesto in predmestje postavil po dobro organiziranem načrtu. Zgradil je zbiralnik po imenu Abhayavapi. Ustanovil je svetišča za Yakše, kot sta Kalawela in Cittaraja. v V kraljevskih predelih je gostil Yaksini-Cetiya v obliki kobile, vsako leto pa je daroval vsem tem pol bogovom. Sužnjem ali Candalom so bile dodeljene naloge, določena pa je bila tudi vas. Gradili so bivališča za Nigante, potujoče askete in za Adživike in Bramane. Ustanivl je meje vasi. Tradicija, da je kralj Pandukabhaya postavil Anuradhapuro za glavno mesto Šrilanke že v 4. stoletju pred našim štetjem, je bil zelo pomembna.
Upravni in sanitarni ukrepi za mesto in svetišča, ki jih je predvidel kažejo, da se je mesto v preteklih letih razvilo v skladu z originalnim celovitim načrtom. Njegov sin Mutasiva ga je nasledil na prestolu. V času šestdesetletne vladavine je ohranil Anuradhapuro kot svojo prestolnico in postavil Mahameghavahana vrt, ki je igral pomembno vlogo v zgodnji zgodovini budizma na Šrilanki. Bilo je v času njegovega naslednika, sina Devanampiya Tissa, ko je bil budizem prvič uveden na ta otok 236 let po odhodu Bude. Cesar Ašoka iz Indije je bil sodobnik Devanampiya Tisse.
Mahinda je bil sin cesarja Ašoka iz Indije. Ašoka je prevzel budizem, potem ko ga je navdihnil zelo majhen menih po imenu Nigroda. Kralja, ki je bil zelo žalosten po tem, ko je videl izgubo življenj, ki so jih povzročile njegove vojne, da bi razširili svoj imperij, je navdal z grozo miren pogled na tako mladega meniha. Srečanje tega mladega meniha je postala prelomnica v njegovem življenju, nato pa se je odrekel vojnam. Odločen je bil razširiti sporočilo miru, da nevtralizira učinke škode, ki jo je povzročil s svojo vojsko. Kot posledica sta bila njegov sin in hči posvečena kot Budova učenca in postala prosvetljena kot Arahata ("tisti, ki je vreden" ali kot "dovršena oseba", ko je dosegla nirvano). V svojem prizadevanju za širjenje sporočila o miru namesto vojne je poslal svojega sina Mahinda na otok Lanka, ki je bil znan tudi kot »Sinhalé«. Po mnenju Dipavamse in Mahavamse je Thera Mahinda prišel na Šrilanko iz Indije ob polni luni v mesecu posonpp (junij) in se srečal s kraljem Devanampiyatisom in ljudmi ter pridigal doktrino.
V preteklosti se zdi, da se to obdobje trajalo od 250 do 210 pr. n. šz. To je točka, na kateri se je začelo kraljestvo in se je razvila civilizacija, ki temelji na eni od najpomembnejših religij južne Azije, budizmu.

### Budizem in Anuradhapura
Z uvajanjem budizma je mesto pridobilo večjo pomembnost in začela se je velika doba gradenj. Mahavamsa navaja, da je kralj Kutakannatissa zgradil prvo mestno obzidje visoko sedem kubitov z jarkom pred njim. Ta utrdba je bila nadalje razširjena tako, da je kralj Vasabha dvignil zid nadaljnjih 11 kubitov. Kralj je dodal tudi utrjena vhodna poslopja na vhodih, katerih ruševine je mogoče videti. Mahavamsa prav tako navaja, da so se pri gradnji posvetovali z inženirji in arhitekti.
V poznem obdobju Anuradhapure, so kraljeva družina in plemstvo Šrilanke močno podpirali budizem. Kot taki so pogosto naročali umetniška dela in podarili te predmete budističnim templjem. V zameno so tempelj in lokalna budistična skupnost podprli kraljevo oblast. Umetniška dela z upodobitvami Avalokitesvare, Bodhisatve milosti in sočutja so postala vse bolj priljubljena.

### Velika doba gradenj
Arhitekturne ostanke je še vedno mogoče videti in dajejo vpogled v to, kakšna je bila država v tistem času. Dagoba (stupa) Abayagiri ali Abayagiri Dageba je bila zgrajena v 1. stoletju pred našim štetjem po naročilu kralja Vattagamini Abaya. Kompleks Abayagiri pokriva površino 200 hektarjev. Višina stuoe je 71,6 m in ima premer 94,5 metra na dnu kupole. Zgrajena je na kamniti tlakovani ploščadi. Tehnike, ki so se uporabljale v dobi Anuradhapure, so izjemne.

### Rast mesta
Priljubljenost mesta je rasla tako kot ritualno središče kot upravno središče. Za veliko ljudi je bilo mesto privlačno za trajno naselitev. Tako so se življenjski prostori izboljšali, da bi omogočili širitev prebivalstva. Kralj Vasabha je zgradil veliko ribnikov, ki so jih napajali mrežo podzemnih kanalov, ki so bili zgrajeni za dobavo vode v mesto. Zgradili so zbiralnik (wewa – umetno jezero) Tissa in Abhayavapi, zgradili so Nuwaraweva, reko Malwatu Oya pa zajezili za gradnjo Nachchaduwawewa, ki je bil velik 17,84 km² in je dolg 87 km.
V mestu so bili na voljo parki. Ranmasu Uyana pod obrežjem Tissavapi ali Tissa weva je bil en tak, vendar je bila strogo rezerviran za člane kraljeve družine. Zdravstvo in izobraževanje sta bila še druga vidika, katerim so oblasti namenile pozornost. V mestu je bilo več bolnišnic. V 4. stoletju je kralj Upatissa II. dal zgraditi četrti in domove za pohabljene in slepe. Kralj Buddhadasa (337-365 n. št.), sam zdravnik z velikim ugledom, je imenoval zdravnike, ki so bili odgovorni vsak za deset vasi. Za vzdrževanje teh zdravnikov je bila določena desetina prihodkov s polj. V vsaki vasi je postavil tudi bivališče za bolne. Imenovani so bili tudi zdravniki, ki so skrbeli za živali. Kassapa V. (914-923 n. št.) je ustanovil bolnišnico blizu južnih vrat v Anuradhapuro. Verjamejo, da je general Sena v 10. stoletju zgradil bolnišnico blizu ceremonialne ulice (Managala Veediya). Zgodovina zdravstvene oskrbe se je začela zgodaj, saj je v 4. stoletju pr. n. št. Pandukhabaya v času komunalnega urejanja mesta zgradil bolnišnico. Veliko delovne sile je bilo zadolžene za ohranjanje čistega mesta.
Mestni vladarji so zgradili tudi velika jezera za namakanje riževih polj in za oskrbo z vodo v mestu. Nuwara wewa in Tissa wewa sta med najbolj znanimi jezeri v mestu.
Anuradhapura je dosegla svoj največji razcvet v začetku našega štetja. Mesto je imelo nekaj najzahtevnejših namakalnih sistemov v starodavnem svetu, ki se nahajajo na suhem območju države. V upravi so zgradili veliko zbiralnikov za namakanje zemlje. Večina teh je še vedno ohranjenih.

## Sodobnost

### Evropska odkritja
Območje je bilo več stoletij nenaseljeno, lokalno prebivalstvo pa se je še naprej zavedalo ruševin. Robert Knox je v  An Historical Relation of the Island Ceylon (Zgodovinska razmerja otoka Ceylon), 1681, zapisal: »Na tem mestu Anurodgburra je zastal čas, ko ni več ljudi, ki bi poslušali Kandijskega kralja«.  Leta 1821 je John Davy zapisal: »Anooradapoora, tako dolgo prestolnica Cejlona, je zdaj sredi puščave majhna vasica. Velik zbiralnik, številni kamniti stebri, dva ali trije ogromni tumulusi (verjetno stare dagobe) so njeni glavni ostanki. Še vedno velja za sveto mesto in je romarski kraj«. 

### Izkopavanja
Različne izkopavanja so potekala na mestu, ki jih je začel leta 1884-86i Stephen Montagu Burrows. 
Na osnovi radiokarbonske datacije so izkopane ruševine iz 10. stoletja pred našim štetjem.

### Razvaline
Ostanki arheološkega kompleksa se razprostirajo med tremi umetnimi jezeri, Nuwarawewo iz 1. st. pr. n. št., ki je največje, Tissawewo in najstarejšim Bassawakulamon iz 4. st. pr. n. št. Razvaline sestavljajo tri skupine zgradb: dagobe ali vatadaže, samostanske zgradbe (pirivena) in kopališča (pokuni) ter palače (maha vihara). 
Dagobe so zvonasto oblikovan masiven zidan objekt, različnih velikosti od nekaj metrov do več kot 340 m v obsegu. Nekatere od njih vsebujejo dovolj materiala za gradnjo mesta za petindvajset tisoč prebivalcev. Najstarejša je Tuparamaya, v njej je bila shranjena ključnica Bude. Prvotna dagoba v obliki riževe kopice je bila večkrat poškodovana, današnja podoba je iz leta 1862.
Ostanke samostanskih stavb najdemo povsod v obliki dvignjenih kamnitih ploščadi, temeljev in kamnitih stebrov. Najbolj znan samostan je Bronasta palača, ki ga je postavil kralj Dutugamunu okoli leta 164 pr. n. št. in ga sestavlja 1600 stebrov, ki so bili nekoč opora devetnadstropni stavbi. V priveni so bile obredna dvorana, prostor za meditacije in bivališča za menihe. Prekrit je bil z bronasto streho, po kateri je palača dobila ime. Samostan je bil v spopadih večkrat uničen in obnovljen, zadnjič v 12. stoletju.
Pokuni so kopalni bazeni ali zbiralniki za oskrbo s pitno vodo, ki so razpršeni povsod po džungli. 
Najpomembnejše med svetišči je Jaya Sri Maha Bodi - Svetišče svetega drevesa razsvetljenja. vsebuje tudi sveto drevo Bodi, za katerega pravijo, da datira v leta 245 pr. n. št.

#### Osem velikih svetih objektov v Anuradhapuri – Atamasthana
- Jaya Sri Maha Bodi - svetišče svetega drevesa razvetljenja
- Ruwanwelisaya - visoka 92 m, obseg 292 m, zgrajena v 2. st. pr. n. št.
- Tuparamaya - najstarejša vidna dagoba na svetu, 3. st. pr. n. št., vsebuje desno Budovo ključnico
- Lovamahapaya - znana kot Bronasta palača ali Lohaprasadaya, ker je bila streha prekrita z bronastimi ploščicami
- Abhayagiri vihāra (Neustrašni Giri po puščavniku, ki je tu bival) - 1. st. pr. n. št.
- Jetavanaramaya - je najvišja dagoba visoka 120 m in velja za najvišjo opečno zgradbo antičnega sveta. Ima premer 111 m, stoji pa na 8 m globokih temeljih. V njej so hranili prepasnico, ki jo je uporabljal Gautama Buda. Obnovili so jo leta 2009.
- Stupa Mirisaveti je skalnato svetišče Isurumuniya Vihara z vklesanimi sloni, zaljubljenci in vladarjem Dutugemunom.
- Lankarama - razvaline stupe

#### Drugi objekti
- Isurumuniya – budistični tempelj blizu zbiralnika Tissawewa
- Magul Uyana – kraljevi vrtovi se nahajajo v bližini templja Isurumuniya in Tissa wewa v starodavnem svetišču
- Vessagiri - je starodavni budistični gozdni samostan
- Rathna Prasadaya - je bil nebotičnik, ki ga je zgradil kralj Kanittha Tissa, ki je vladal Cejlonu od 167 do 186 n. št.
- Kraljičina palača
- Dakkhina Stupa – velika opečna stupa iz 2. st. pr. n. št.
- Sela Cetiya - eden od 16 glavnih krajev čaščenja ali Solosmasthana in se nahaja zahodno od Jetavanaramaya
- Naka Vihara - je dagoba, ki pripada obdobju med 7. in 10. stoletjem
- Kiribath Vehera - Ostanki tega samostana kažejo, da je bil visok 9 metrov in imel obseg 132,5 metrov
- Kuttam Pokuna - Eden najboljših primerov kopalnih bazenov je bil namenjen obrednemu očiščevalnemu kopanju vladarja in menihov. Večji je dolg 40 m, manjši pa 28 m.
- Kip samadija - Kip samadija, ki se nahaja v parku Mahamevnāwa. Buda je upodobljen v položaju Dhyana mudra, drža meditacije, povezane z njegovim prvim razsvetljenjem
- Kip Toluwila - je sedeča podoba Bude, odkrita leta 1900 v Anuradhapuri in sega v 4. ali 5. stoletje. Izklesan iz granita je eden najbolje ohranjenih kipov na Šrilanki
- Ranmasu Uyana - je park, velik približno 16 hektarov in je primer šrilanške vrtne arhitekture predkrščanskega obdobja.

## Demografija
| Etnična skupina           | Populacija | % od vsega |
| ------------------------- | ---------- | ---------- |
| Singalci                  | 51.775     | 91,42      |
| Šrilanški Mavri           | 3.825      | 6,75       |
| 850                       | 1,50       |            |
| Indijski Tamilci          | 45         | 0,08       |
| Drugi (Burgerji, Malajci) | 137        | 0,24       |
| Skupaj                    | 56.632     | 100        |

Vir: www.statistics.gov.lk - Census 2001